# Thelaira australis
Thelaira australis är en tvåvingeart som först beskrevs av Walker 1853.  Thelaira australis ingår i släktet Thelaira och familjen parasitflugor. Inga underarter finns listade i Catalogue of Life.